# Petals for Armor: Self-Serenades
Petals for Armor: Self-Serenades è un EP della cantante statunitense Hayley Williams, pubblicato il 18 dicembre 2020 dall'Atlantic Records.

## Tracce
1. Simmer (acoustic) – 5:35 (Hayley Williams, Joey Howard, Taylor York)
2. Why We Ever (acoustic) – 3:40 (Williams, Micah Tawlks)
3. Find Me Here – 1:49 (Williams)